# Saftsås

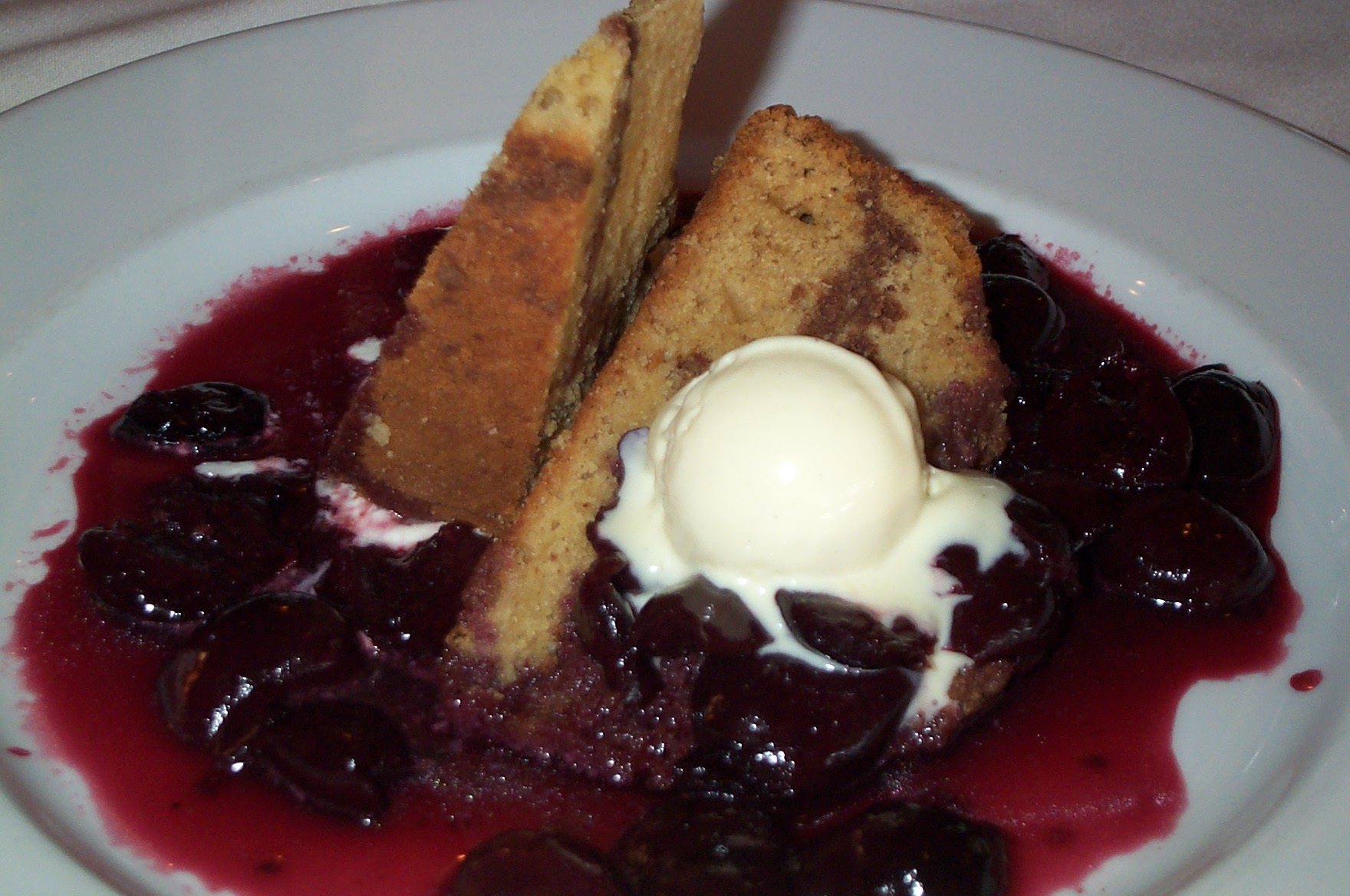
Dessert med glass och saftsås.

Saftsås är en enkel dessertsås som vanligen serveras varm eller kall till risgryns-/mannagrynspudding, ostkaka, Ris à la Malta eller risgrynsgröt. Saftsås görs på saft av till exempel jordgubbar, hallon eller svarta vinbär alternativt blandsaft, som späds med vatten och reds med potatismjöl eller arrowrot. En redning på arrowrot ger en klar sås medan potatismjöl ger en matt sås.

Saftsoppa innehåller samma ingredienser som saftsås, men en högre andel vatten. Den serveras varm eller kall och likt nyponsoppa, som den är eller med till exempel skorpor.